# Biegung (Pferd)
Die Biegung ist eine „Krümmung der Längsachse“ des Reitpferdes. Waldemar Seunig unterscheidet eine „Biegung ersten Grades“, die sich vor allem „aus der Streckung der äußeren Seite ergeben soll“ und der Lösung und dem Geraderichten dient, von der „Biegung zweiten Grades“ durch „direkte Einwirkung des äußeren Schenkels und Zügels um den inneren Schenkel herum als Stützpunkt“, wie beim Schulterherein und bei traversartigen Stellungen, so dass diese Biegung eher der Versammlung dient.

## Zielsetzung
Der Begriff  „geraderichtende Biegearbeit“ verdeutlicht ein Hauptziel dieser Lektionen: Erstens sind sie von hohem gymnastischen Wert, indem sie Flexibilität und Fleiß fördern, zweitens soll das Pferd in die Lage versetzt werden, „Kraft und Gewandtheit beider Körperhälften gleichmäßig zu entwickeln“.

„Die gleichmäßige Belastung der inneren und äußeren Beine, ohne Rücksicht darauf, ob die Vorhand im Verhältnis zur Hinterhand etwas mehr oder weniger beansprucht wird,  bildet das charakteristische Merkmal einer richtigen Längsbiegung.“

Die Biegearbeit soll demzufolge die natürliche Schiefe des Pferdes kompensieren und ihm ermöglichen, geradegerichtet zu gehen und so einseitige Belastungen zu vermeiden. Um Wendungen korrekt zu reiten, muss man das Pferd grundsätzlich gemäß dieser Wendung stellen und biegen. In den höheren Dressuraufgaben wird dann auch auf geraden Linien eine Längsbiegung verlangt, so zum Beispiel bei den traversartigen Bewegungen und bei der Traversale.

## Durchführung
Im Gegensatz zur Stellung erfolgt Biegung, so wie sie in der Reitlehre gefordert wird, nicht nur im Genick, sondern über die gesamte Längsachse des Pferdes, das heißt, sie soll vom ersten Halswirbel (Atlas) bis zum Schweif erfolgen, ohne dass das Pferd im Hals stärker gebogen wird als im restlichen Körper. Die Biegearbeit fängt schon beim Durchreiten der Ecken des Dressurvierecks in der Lösungsphase an und setzt sich dann auf Schlangenlinien an der langen Seite und auf Schlangenlinien durch die ganze Bahn fort. Hier wie auf Zirkeln und Volten soll die Biegung dabei immer der Krümmung der Linie entsprechen, auf der geritten wird, weshalb auf einer Volte mit 10 Metern Durchmesser mehr Biegung verlangt wird als auf dem Zirkel mit 20 Metern. Eine effektive Lektion ist ferner die Außenstellung und -biegung auf denselben Bahnfiguren.
In Seitengängen wird ebenfalls eine Längsbiegung verlangt, obwohl sich das Pferd auf einer geraden Linie bewegt. „Ausgangslektion für alle sich anschließenden Seitengänge“ ist das Schulterherein. Hierbei erfolgt aber die Längsbiegung vor allem in der Brustwirbelsäule, während der Hals gerade bleibt.
Um eine solche Biegung zu erreichen, wird der innere Schenkel zusammen mit dem Stellung gebenden inneren Zügel eingesetzt, wobei der äußere Schenkel sowie der äußere Zügel zunächst verwahrend wirken, das Pferd also nach außen begrenzen. Besonders bei Travers, Renvers und Traversale kommt den äußeren Hilfen aber auch vorwärts-seitwärts treibende Funktion zu.
Während man Stellung auch ohne Biegung reiten kann (z. B. Schenkelweichen), ist das Biegen des Pferdes ohne eine gleichzeitige Stellung im Genick aus anatomischen Gründen nicht möglich.
Einige Autoren weisen darauf hin, dass eine gleichmäßige Längsbiegung dem Pferd anatomisch nicht möglich ist, da die Beweglichkeit in der Brustwirbelsäule nur wenige Zentimeter betrage. Das Gefühl des Reiters, eine solche Biegung beim Pferd erreicht zu haben, beruht ihnen zufolge auf der Beweglichkeit des Pferdes in der Schulter bzw. im Hals, was nach ihrer Auffassung auch die Bedeutung des Schulterherein für die Ausbildung des Pferdes noch einmal unterstreicht.

## Lektionen mit Biegearbeit in der Dressur
- auf dem Zirkel geritten (incl. Volten)
- aus dem Zirkel wechseln
- durch den Zirkel wechseln
- Wendungen in Außenstellung und -biegung
- Schlangenlinien an der langen Seite
- Schlangenlinien durch die ganze Bahn
- Schultervor
- Reiten-in-Stellung
- Schulterherein
- Travers
- Renvers
- Traversale
- Pirouette